# Mine de Kusasalethu
La mine de Kusasalethu ou mine d'Elandskraal est une mine d'or située en Afrique du Sud. Elle regroupe depuis 2001, les mines d'Elandsrand et de Deelkraal.